# Tympanis syringae
Tympanis syringae är en svampart som tillhör divisionen sporsäcksvampar, och som beskrevs av Karl Wilhelm Gottlieb Leopold Fuckel. Tympanis syringae ingår i släktet tuvskålar, och familjen Helotiaceae. Arten är reproducerande i Sverige.